# Heilig Kruiskapel (Utrecht)

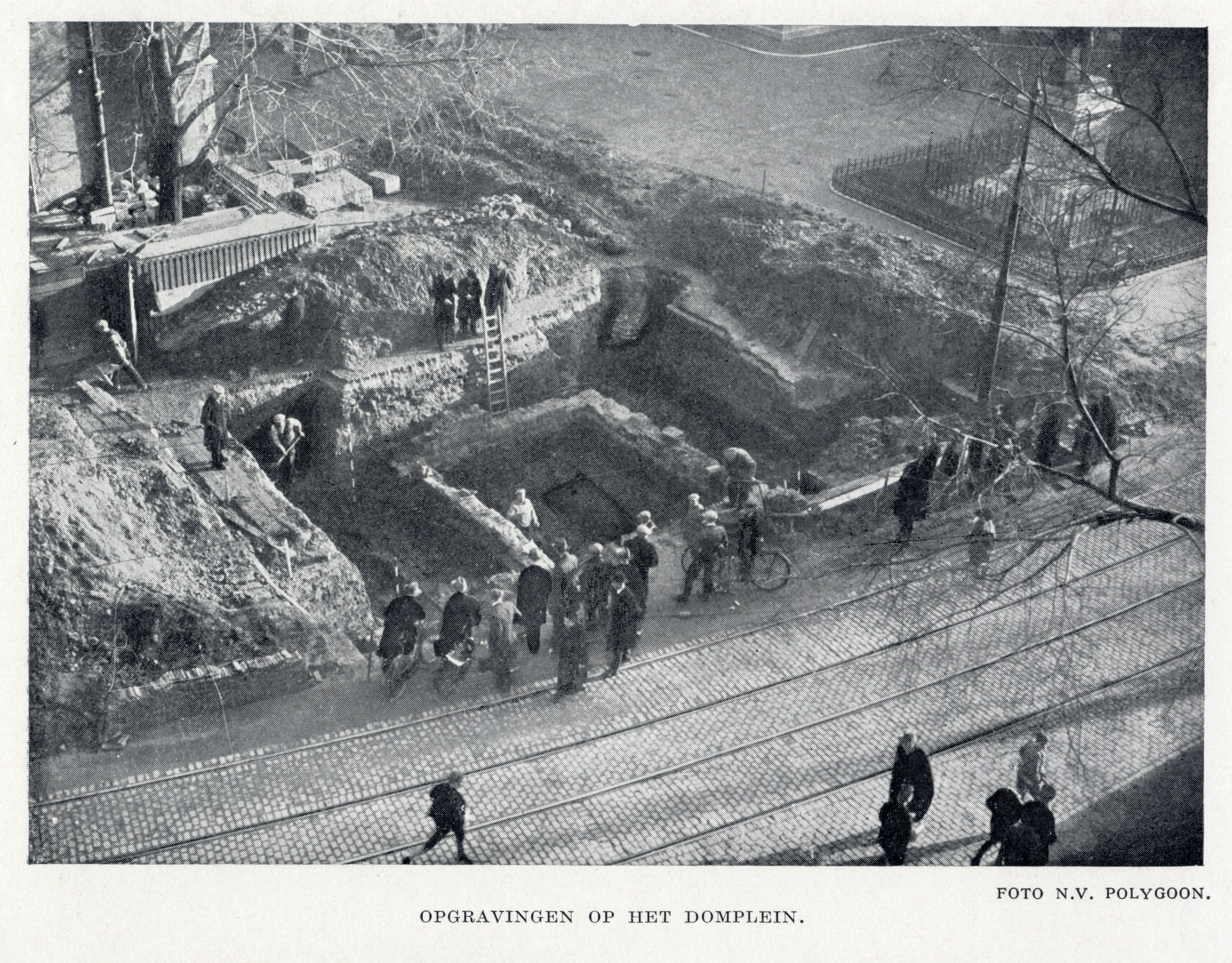
De archeologische opgraving van 1929 op het Domplein. Het oostelijk deel van de Heilig Kruiskapel is zichtbaar welke is gelegen in het westelijk deel van het Romeinse hoofdkwartier (principia) in het castellum Traiectum

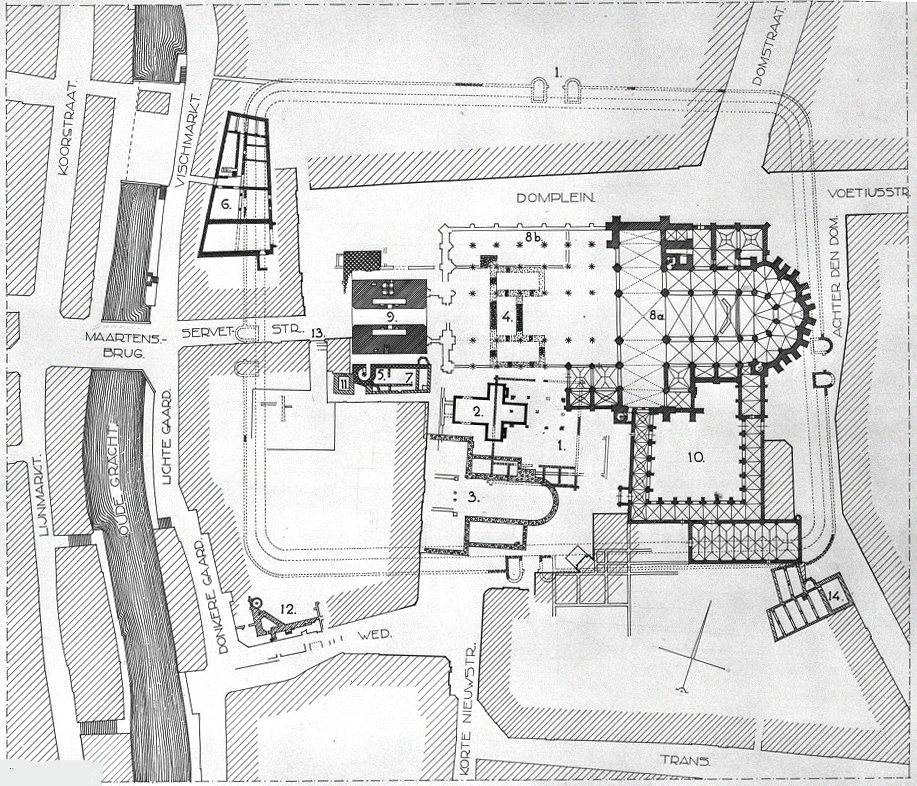
Plattegrond van het Domplein en omgeving met het castellum en middeleeuwse bouwwerken weergegeven.
1 Castellummuren met poorten en principia in periode 5
2 Heilig Kruiskapel
3 Sint-Salvatorkerk
4 Dom van Adelbold
5 Traptoren
6 Lofen
7/11-13 Bisschopshof
8a/b Domkerk
9 Domtoren
10 Pandhof Dom
14 Claustraal huis (Achter de Dom 7)
(Bron plattegrond: Rijksdienst voor het Cultureel Erfgoed/J.P. de Koning.)

De Heilig Kruiskapel in Utrecht was een kleine kapel die op het huidige Domplein stond ingeklemd tussen het verdwenen schip van de Domkerk en de eveneens verdwenen Sint-Salvatorkerk. Het betrof een georiënteerde kapel van nog geen twintig meter lengte, oorspronkelijk bestaande uit een rechthoekige zaal, een iets ingesnoerd, rechtgesloten koor en twee op het schip aansluitende dwarsarmen. Begin 19e eeuw werden er maaltijden bereid voor en uitgedeeld aan de armen, waaraan de kerk haar naam Soepkapel overhield. De kapel werd in 1829 gesloopt. In het plaveisel van het Domplein zijn de kruisvormige omtrekken van de voormalige kapel aangegeven.

## Oorsprong
Over de oorsprong van de kapel bestaat weinig zekerheid. Bij opgravingen in de jaren dertig van de twintigste eeuw werden de fundamenten teruggevonden en destijds gedateerd op de tiende eeuw. Hoewel een nieuwe opgraving in 1993 geen absoluut uitsluitsel heeft gegeven, is de afgelopen decennia de overtuiging gegroeid dat het kerkje ouder moet zijn en mogelijk een stichting van Willibrord is. Dit feit is interessant, omdat op het Domplein de bakermat van het christendom in de Noordelijke Nederlanden ligt.
Volgens Bonifatius liet Willibrord rond 700 in het voormalige Romeinse castellum Traiectum twee kerkjes bouwen: de Sint-Salvatorkerk en de Sint-Maartenskerk, de laatste op de grondvesten van een verwoest kerkje dat uit of vóór de tijd van koning Dagobert stamde. De vraag is echter onopgehelderd welk van beide de later als Heilig Kruiskapel bekendstaande kapel betreft. Archeologen opteren voor de Sint-Maartenskerk, de voorganger van de Dom, die dan in de tiende of elfde eeuw op de huidige plaats zou zijn herbouwd. Volgens een meer geschiedkundige visie komt de Sint-Salvatorkerk eerder in aanmerking, onder meer omdat de Heilig Kruiskapel altijd tot de immuniteit van de Sint-Salvatorkerk heeft toebehoord. In dat geval heeft mogelijk Bonifatius een nieuwe, grotere Sint-Salvatorkerk gebouwd op de plaats van de latere kerk. Deze kwestie kan misschien worden opgehelderd door nieuw archeologisch onderzoek op de plaats van het verdwenen schip van de Dom, waar fundamenten voorkomen die tot nu toe moeilijk te dateren bleken.

## Latere lotgevallen
De Heilig Kruiskapel zal wel te lijden gehad hebben van de invallen van de Noormannen. Zij werd in elk geval geteisterd door de grote stadsbrand van 1148. Volgens de kronieken gebeurde hierbij een wonder: alles wat in de kerk stond werd door het vuur verteerd, behalve het beeld van de Verlosser. Het beeld werd daarop naar de Sint-Salvatorkerk overgebracht, waar het in de grootste verering werd gehouden.
In 1423 werd de kapel in gotische stijl verbouwd, waarbij waarschijnlijk ook de zuidelijke dwarsarm is afgebroken. In deze vorm kennen we de kapel van enkele achttiende- en negentiende-eeuwse afbeeldingen. Na de Hervorming bekleedde de kapel geen liturgische functie meer. Het doek viel definitief voor de kapel toen in 1826 besloten werd de ruïne van het ingestorte schip van de Dom op te ruimen. In één moeite werd in 1829 ook de kapel afgebroken, zodat het tegenwoordige ruime Domplein ontstond.